# 9717 Lyudvasilia
9717 Lyudvasilia è un asteroide della fascia principale. Scoperto nel 1976, presenta un'orbita caratterizzata da un semiasse maggiore pari a 2,3353981 UA e da un'eccentricità di 0,1090928, inclinata di 7,67202° rispetto all'eclittica.